# Ходаки (Логойский район)
Ходаки (бел. Хадакі) — деревня в Логойском районе Минской области Беларуси. Входит в состав Крайского сельсовета.

## История
Название деревни впервые упоминается в 1600 году, когда Рудзинский арендовал всю или часть этой деревни у Миколая Волчека.
Далее часть деревни переходит к жене Миколая Волчека, которая после его смерти второй раз выходит замуж за Яна Андреевича Яновского герба Янина. Отец Яна был женат на сестре известного менского судьи Григория Макаровича,  владел частью имения Сушкова Крайской волости и помимо Яна имел еще младшего сына Петра. Ян Яновский вероятно после женитьбы объединил часть земель Ходаков и свою часть от части отца в Сушкова и создал имение Ходаки. В 1638 году он завещал своё имение брату и племяннику поровну. Далее часть Яновских осталась в их руках до 1917 года, а другая часть часто меняла хозяев и сдавалась в аренду. Именно Яном Яновским была построена каплица на кладбище, от которой в данный момент остались камни, поросшие мхом.
В 1902 году в деревне Ходаки было открыто народное училище, в которое в тот год было записано 47 мальчиков и 3 девочки.
После 1921 года Ходаки попали в состав БССР.
В 1935 году в деревне было 35 дворов и 188 жителей, один засценок из трех дворов и хутора, состоящие из 9 дворов и 45 жителей. После указа по сносу хуторов в 1938 году, все Ходаковские хутора были сселены в деревню.
В 1930 году был создан колхоз Большевик, причем создан он был с третей попытки.
В 2003 году Ходаки входил в состав колхоза имени Буденного. в настоящее время относиться к Крайскому сельсовету.

## Население
- 1941 - 60 дворов, 240 жителей.

- 1969 - 45 дворов, 216 жителей.

- 2003 - 39 дворов, 120 жителей.